# Dieter Seebach
Dieter Seebach (Karlsruhe, 31 de outubro de 1937) é um químico alemão.